# Национално знаме на Рождество (остров, Австралия)
Националното знаме на Рождество е прието на 26 януари 2002 година. Знамето е съставено от два триъгълника в зелено и синьо. На синия триъгълник са изобразени четири големи бели звезди със седем лъча и една по-малка с пет, които символизират Южния кръст. На зеления триъгълник има златна райска птица. В средата има златен диск, на който е изобразена картата на острова в зелено.